# Alla fine della notte (film)
Alla fine della notte è un film italiano del 2003 diretto da Salvatore Piscicelli.

## Trama
Bruno è un quarantanovenne regista e attore alle prese con il problema della depressione.

## Premi e nomination
- Nastri d'argento 2004 - Nomination miglior attore protagonista per Ennio Fantastichini